# Richard Fox (Bischof)

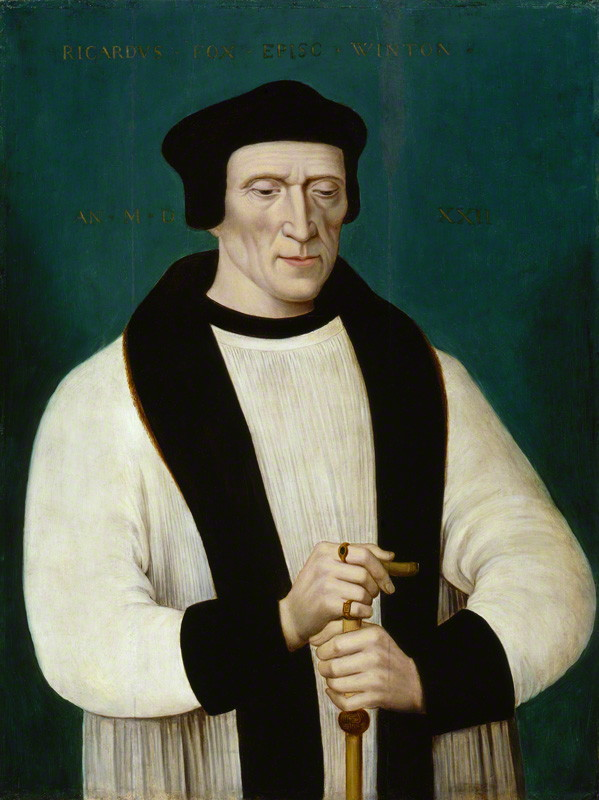
Bischof Richard Fox (Ölgemälde aus dem frühen 19. Jahrhundert)

Richard Fox (auch Richard Foxe; * um 1447 nahe Grantham, Lincolnshire; † 5. Oktober 1528 in Winchester, Hampshire) war ein englischer Humanist, Staatsmann und Prälat. Er war Bischof von Exeter, Bath und Wells, Durham und Winchester. Des Weiteren war Fox von 1487 bis 1516 Lordsiegelbewahrer und Gründer des Corpus Christi College.
Über die erste Hälfte des Lebens von Richard Fox gibt es keine gesicherten historischen Quellen. 1484 befand er sich zum Studium der Rechtswissenschaften in Paris und unterhielt Kontakt mit Henry Tudor, dem Gegenspieler Richards III. um den englischen Thron. Nachdem Tudor die Rosenkriege für sich entscheiden konnte und zu Heinrich VII. gekrönt wurde, begann der Aufstieg des Richard Fox. Nach der Machtübernahme Heinrichs VII. war er bis 1487 dessen Sekretär, anschließend sein Lordsiegelbewahrer und Ratgeber. 1487 ernannte der König ihn zum Bischof von Exeter und fünf Jahre später zum Bischof von Bath und Wells. Beide Posten trat er jedoch wegen seiner politischen Aufgaben nie an.
1491 taufte er den späteren König Heinrich VIII. Ein Jahr später war Fox maßgeblich am Zustandekommen des Vertrags von Étaples beteiligt. Für seine Bemühungen um den Frieden mit Schottland wurde Richard Fox mit den Bistümern Durham (1497) und Winchester (1501) belohnt. 1500 wurde er Kanzler der Universität Cambridge und 1507 Master des Pembroke College. Auch unter Heinrich VIII., der 1508 den englischen Thron bestieg, blieb Fox’ Einfluss ungebrochen. Erst mit dem Aufstieg Thomas Wolseys änderte sich dies. 1516 gab er aus Protest gegen die Außenpolitik Wolseys sein Amt als Lordsiegelbewahrer zurück und widmete sich seinen Pflichten als Bischof. Im gleichen Jahr gründete er das Corpus Christi College in Oxford.